# Nothobranchius fuscotaeniatus
Nothobranchius fuscotaeniatus é uma espécie de peixe da família Aplocheilidae.
É endémica da Tanzânia.